# Taux de saturation du sol
En chimie, le taux de saturation du sol est le rapport de la somme des cations échangeables (Ca2+, Mg2+, K+ et Na+) par la capacité d'échange cationique apportée par l'argile et les matières organiques présentes dans le sol. Ce rapport est utilisé en agronomie ou dans les sciences traitant du sol. Il peut être supérieur à 1.

## Définition
Une image peut facilement aider à la compréhension de ce concept : la capacité d'échange cationique est un filet de pêche dans lequel des poissons, qui sont les cations échangeables, peuvent être capturés. Le taux de saturation du sol est ainsi le "taux de remplissage du filet". Ce dernier peut être vide (sol sablonneux sans argile ni matières organiques permettant de retenir les cations), petit, grand (loam, humus), ou déborder (sol très drainant à faible capacité d'échange cationique et important apport d'intrants), etc. 
Un rapport haut indique un sol saturé en cations et donc susceptible de voir ses éléments entraînés par lixiviation en cas d'apport supplémentaire. (Une forme de lixiviation de composés anioniques, bien connue du grand public, est la fuite des nitrates dans les nappes phréatiques, fuite pouvant être évitée par la mise en place de cultures (intermédiaires) piège à nitrates (ou CIPAN)),.